# 加藤治
加藤 治（かとう おさむ、1936年1月1日 - 2017年12月18日）は、日本の俳優、声優。東京都出身。旧芸名は加藤 修。

## 来歴
日本大学芸術学部中退。生前は劇団泉座、東京俳優生活協同組合、江崎事務所、青二プロダクション、ぷろだくしょんバオバブ、プロダクションエム・スリー、希楽星に所属していた。
2007年から2016年までは日本俳優連合（日俳連）の監事を務めていた。
2017年12月18日死去。81歳没。訃報は千々和竜策が、日俳連の会報で訃報が伝えられていたことを自身のブログで公表。

## 人物
声種はバリトン。声優としては、コズルく立ち回る悪役が多かった。『美味しんぼ』の富井精一役が有名である。
俳優としても大河ドラマなど多くのテレビドラマに出演経験がある。
専門学校などで後進の指導にも当たっていたが、課外での生徒との交流は「情が移るから」といって嫌い、食事や茶の席などでも生徒と一緒になることはめったになかったという。

## 後任・代役
加藤の没後及び、病気療養時などの交代は以下の通り。
| 後任         | 役名             | 概要作品                       | 後任の初担当作品            |
| ------------ | ---------------- | ------------------------------ | --------------------------- |
| 島田敏       | シャボンアワール | 『怪物くん（テレビ朝日版）』   | 『CR怪物くん デーモンの剣』 |
| 二又一成     | ゆきおに         | 『それいけ!アンパンマン』      | 第1155話                    |
| 高木渉       | どろんこ魔王     | 『それいけ!アンパンマン』      | 第1376話                    |
| 乃村健次     | 八つ手           | 『幽☆遊☆白書』                 | 『幽☆遊☆白書 TWO SHOTS』    |
| ふくまつ進紗 | 刑務所長         | 『ネバダ・スミス』フジテレビ版 | BD追加録音部分              |

## 出演
太字はメインキャラクター。

### テレビドラマ
- ダイヤル110番（1960年、日本テレビ）
- 第7の男 第13話「バラの柩に香水を」（1964年、フジテレビ）
- 甲州遊侠伝 俺はども安 第20話（1965年、フジテレビ）
- サインはV 第1シリーズ 第2話（1969年、TBS）
- 特別機動捜査隊 第388話「空から来た男」（1969年、テレビ朝日） - 運転手
- ライオン女性劇場「霧のロマン 小樽の女」（1969年、テレビ朝日）
- 大河ドラマ
  - 春の波涛（1985年） - 川上
  - いのち（1986年） - 教授
  - 独眼竜政宗（1987年） - 菅小太郎
  - 武田信玄（1988年） - 使者
  - 春日局（1989年） - 酒井忠次
  - 翔ぶが如く（1990年） - 徳川家慶
  - 太平記（1991年） - 老臣
  - 信長 KING OF ZIPANGU（1992年） - 佐野源右衛
  - 炎立つ（1993年） - 薬師
  - 八代将軍吉宗（1995年） - 坪内定鑑
  - 徳川慶喜（1998年） - 池田屋主人
- 子供が見てるでしょ! 第7話「愛人」（1985年、TBS） - ラーメン屋店主
- 木曜劇場（フジテレビ）
  - ライスカレー 第13話（1986年）
  - 恋のパラダイス 第4話「禁断の恋だから燃え上がる！」（1990年）
- 連続テレビ小説（NHK）
  - チョッちゃん（1987年） - 男
  - かりん 第78話（1993年）
  - 春よ、来い 第二部 第178話（1995年）
  - こころ（2003年）
- おヒマなら来てよネ! 第5話「美穂一人三役・静香の酔っぱらい演歌!」（1987年、フジテレビ）
- 北の国から '87初恋〜（1987年、フジテレビ）
- イキのいい奴（1987年、NHK）
  - 第8話「子は心外」
  - 第9話「聖しこの鮨」
  - 第10話「男純情」
- 銀河テレビ小説（NHK）
  - まんが道〜青春編 第11話（1987年） - 寿司屋主人
  - 総務部総務課山口六平太 第5話（1988年） - 接待客
  - お父さん入門（1988年）
- 教師びんびん物語（フジテレビ）
  - 第1シリーズ（1988年）
  - 第2シリーズ 第1話「帰ってきた龍之介」（1989年）
- ドラマ女の四季 温泉仲居物語（テレビ東京）
  - 第9回「濡れて哀しや湯煙り再会慕情編」（1988年）
  - 第10回「陽春旅路篇」（1988年）
- 君の瞳をタイホする! 第1話「私がすきだと自白しなさい」（1988年、フジテレビ）
- 火曜サスペンス劇場（日本テレビ）
  - スキャンダル「裁かれるクッキングスクール女院長の過去」（1988年）
  - 小京都ミステリー「津和野・萩殺人事件」（1991年）
- NHKドラマスペシャル 台所の聖女（1988年）
- 男と女のミステリーシリーズ（フジテレビ）
  - 「三姉妹は電話がお好き!」（1988年）
  - 飢餓海峡「青函連絡船転覆事故に隠された放火殺人の謎!」（1988年）
- 水曜ドラマ 続イキのいい奴（1988年、NHK）
- 過ぎし日のセレナーデ 第1話「追憶」（1989年、フジテレビ）
- 詩城の旅びと（1989年、NHK）
  - 第1話「投書の女」
  - 第3話「追跡」
  - 最終話「愛の運命(さだめ)」
- 月曜ドラマスペシャル（TBS）
  - お局さまはハイミス管理職2（1990年5月28日）
  - みちのく露天風呂「べに花殺人事件 なまめかしいアザは何を語る?」（1990年）
- キモチいい恋したい! 第8話「キスぐらいしてみなさいヨ!」（1990年、フジテレビ）
- 月曜・女のサスペンス 記憶の復讐 盲目の少女が崩す完全犯罪（1990年、テレビ東京）
- 土曜ワイド劇場（テレビ朝日）
  - 悪女の季節「華麗な変身をとげた白い肌の完全犯罪!ビデオカメラが覗いた…」（1990年）
  - 未亡人探偵シリーズ「熱海芸者連続殺人事件!」（1992年）
  - 神戸異人館殺人事件「港の女が仕掛けた罠?!殺意に絡んだ恋の糸」（1993年）
  - 同居人カップルの殺人推理旅行2「赤い花の証言 見合いの席で殺しの相談!?」（1995年）
  - 離婚したい女たち〜旅は道連れ死体連れ!（1995年）
- 女無宿人 半身のお紺 第3話「お紺まいります」（1991年、テレビ東京）
- 君だけに愛を Love Forever 第2話「愛は奪うもの」（1991年、日本テレビ）
- 女の企業サスペンス・ホテルウーマン 第6話（1991年、フジテレビ）
- はぐれ刑事純情派IV 第13話「偽りのモンタージュ 美人ハナコ族の犯罪」（1991年、テレビ朝日） - 工場長
- 大江戸捜査網・平成版第2シリーズ　第3話「娘スリ・深川慕情」（1991年、テレビ東京）
- 世にも奇妙な物語（フジテレビ）
  - 第2シリーズ 第122話「ビデオドラッグ」（1991年）
  - 第3シリーズ「不幸の伝説」（1992年） - 田中の父
- あなただけ見えない 第2話「殺したいほど好き」（1992年、フジテレビ）
- 熱い胸さわぎ 第1章 Bye Bye My Love（1992年、TBS）
- 土曜ドラマ チロルの挽歌（1992年、NHK）
- 松本清張作家活動40周年記念ドラマ「迷走地図」（1992年、TBS）
- 眠れない夜をかぞえて 第1話「眼」（1992年、TBS）
- 木曜劇場 （フジテレビ）
  - ジュニア・愛の関係 第1話「Vol.1」（1992年）
  - COACH コーチ 第9話「奇跡」（1996年）
- 往診ドクターの事件カルテ 第1話「謎の事故死」（1992年、テレビ朝日）
- 家栽の人（1993年、TBS）
  - 第4話「離婚の執行猶予」
  - 第5話「愛の遺産」
  - 第6話「沈黙の少年」
- ホテルドクター 第7話「怪しい女装客の秘密!!」（1993年、テレビ朝日）
- お助け同心が行く!（1993年、テレビ東京）
  - 第4話「拘引 -かどわかし-」（1993年）
  - 第12話「名刀、辻斬り」（1993年）
- ひとつ屋根の下 パート1 第3話「兄チャンと妹の涙」（1993年、フジテレビ）
- さくらももこランド・谷口六三商店 第10話（1993年、TBS）
- 湘南女子寮物語 WAVE2「AV女優になってやる!!」（1993年、テレビ朝日）
- じゃじゃ馬ならし 第2話「突然、貧乏になる」（1993年、フジテレビ） - そば屋の主人
- 花王愛の劇場シリーズ（TBS）
  - ママじゃないってば!（1994年）
  - いつの日かその胸に（1995年）
- この世の果て 第1話「雨のシンデレラ」（1994年、フジテレビ）
- ざけんなョ!! 第6回「結婚は女の墓場!?」（1994年、フジテレビ）
- 家なき子 第6話「ああ無情! ノラ犬の大悲恋!」（1994年、日本テレビ）
- 毎度ゴメンなさぁい 第10話「ホームステイにやってくる」（1994年、TBS）
- 純愛ドラマスペシャル 誰よりも君のこと（1994年、テレビ朝日）
- 年末ドラマ特別企画 生きていてママ 後編（1995年、TBS）
- 鍵師3「サギ師vs.金貸しvs.天才鍵師!!ダマされた母救えゴールドフィンガー!!」（1995年、フジテレビ）
- ベストフレンド（1995年、読売テレビ系列）
- 木曜ドラマ 橋田壽賀子ドラマ「魔の季節」第6話（1995年） - 篠原部長
- 将太の寿司（1996年、フジテレビ）
- 花王ファミリースペシャル「寿司、食いねェ!」（1996年、読売テレビ系列）
- ヒロシマ 原爆投下までの4か月（1996年8月5日）
- 月曜ドラマスペシャル 「名探偵・金田一耕助シリーズ25 獄門島」（1997年5月5日、TBS）
- FiVE 第8話（1997年、日本テレビ）
- 恋はあせらず（1998年、フジテレビ）
- サービス（1998年、日本テレビ）
- 星に願いを（1998年4月1日、NTV、明石家さんまドラマSP）
- 魔女の条件 第1話「彼が生徒じゃなかったら」（1999年、TBS）
- お水の花道（1999年、フジテレビ）
- 春の惑星（1999年、TBS）
- TEAM（1999年、TBS）
- デュアル・ライフ 危険な愛の選択（1999年、NHK-BS2）
- 木曜時代劇 しくじり鏡三郎 第3話（1999年、NHK）
- 金曜時代劇 スキッと一心太助 第1話（1999年、NHK）
- 年末二時間特別企画 渡る世間は鬼ばかり（1999年12月23日、TBS） - 宿泊客
- ナオミ 第12話（1999年、フジテレビ）
- 弁護士芸者のお座敷事件簿5「信州上山田温泉連続殺人事件」（2000年1月24日、TBS）
- おばあちゃま、壊れちゃったの?（2000年、テレビ朝日）
- QUIZ（2000年、TBS）
  - Question3「あなたを絶対死なせない」
  - Question9「ママの過去は風俗嬢」
- ラブコンプレックス（2000年、フジテレビ）
  - 第2話「女王様」
  - 第9話「第二部」
- レッツ・ゴー!永田町（2001年、日本テレビ） - 国土交通委員会委員長
- HERO 第1期・最終話（2001年、フジテレビ）
- ウエディングプランナー SWEETデリバリー 第1話「理想の結婚式」（2002年、フジテレビ）
- 恋人はスナイパー EPISODE2（2002年、テレビ朝日）
- 恋するトップレディ 第2話「涙の決選投票日!」（2002年、関西テレビ系列） - 関口賢一郎
- 恋愛偏差値 Love Quotient 第二章「Party」第4話「最終話・29歳の結論。恋と人生正解は1つじゃない」（2002年、フジテレビ）
- 女と愛とミステリー 湯けむりサスペンス「伊豆竜宮伝説殺人事件!」（2003年、BSジャパン）
- 愛するために愛されたい 第2話「再会・消えない過去」（2003年、TBS）
- 金曜時代劇 ゆうれい、貸します〜お染・恋の七変化〜（2003年、NHK）
- 日曜劇場 笑顔の法則 第7話「鬼女将の秘密」（2003年、TBS）
- 特命係長 只野仁 2ndシーズン 第17話「女子アナスキャンダル」（2003年） - 幹部
- 菊亭八百善の人（2004年、NHK）
- 松本清張 黒革の手帖 第7話「負けるもんか!銀座の蝶、最期の闘い」（2004年） - 議員
- 離婚弁護士 第11話「セクハラ社長 VS 戦う女」（2004年） - 柳沢
- 相棒Season 6 〜第1話スペシャル「複眼の法廷」〜（2007年、テレビ朝日） - 弁護士
- 金曜エンタテイメント 離婚カウンセラー 轟木祥子 第2回（2005年）
- 美空ひばり誕生物語 - おでことおでこがぶつかって（2005年） - 内田
- PS -羅生門- 最終話「完全復讐計画…想いは今も生き続ける」（2006年、テレビ朝日）
- 金曜プレステージ 日向夢子調停委員事件簿「高価な代償」（2008年、第5回）
- 月曜ゴールデン「弁護士 一之瀬凛子1」（2008年） - 外務大臣
- 新春スペシャル・ドラマ となりのクレーマー「デパートは今日も苦情で大騒ぎ」（2008年1月6日、東海テレビ）
- アンタッチャブル〜事件記者・鳴海遼子〜 最終回「真犯人の告白」（2009年） - 政党代表
- 秘密 第1話「東野圭吾!!伝説の大ベストセラー心は38才、体は16才の妻」（2010年、テレビ朝日） - 老婦
- 検事・鬼島平八郎（2010年、テレビ朝日）
  - File.6「告発…検察の闇」
  - Last File「戦いの果てに…」
- 大切なことはすべて君が教えてくれた 第8話「辞職」（2011年、フジテレビ） - 理事
- 家政婦のミタ 最終回「本当の母親…それはあなたたちが決めることです!」（2011年、日本テレビ） - 神父

### 映画
- マルサの女2（1988年） - 地鎮祭の客
- ノストラダムス戦慄の啓示（1994年）
- 欲望（2005年）
- 沈まぬ太陽（2009年）

### テレビアニメ
1966年
- 海賊王子（オクトパス）

1967年
- マッハGoGoGo

1968年
- 怪物くん（TBS版）
- 佐武と市捕物控（相羽小辺九郎兵衛、甚兵衛、藤七郎）
- ファイトだ!!ピュー太
- おらぁグズラだど

1969年
- サザエさん

1970年
- あしたのジョー（1970年 - 1971年）
- 昆虫物語みなしごハッチ
- タイガーマスク（坂口征二〈代役〉）
- ハクション大魔王（ダラジン）
- いなかっぺ大将

1971年
- アニメンタリー 決断
- アパッチ野球軍（ダニ〈代役〉）
- 国松さまのお通りだい（佐々木）
- ゲゲゲの鬼太郎（第2作）
- ゴルゴ13
- さるとびエッちゃん（1971年 - 1972年、天下茂平）
- さすらいの太陽（男C）
- 天才バカボン（1971年 - 1972年）
- ふしぎなメルモ（記憶喪失の男）
- ルパン三世 (TV第1シリーズ)

1972年
- 赤胴鈴之助
- 海のトリトン（マイペス〈2代目〉、メドン、シャチ）
- 樫の木モック（大ナマコ、スミヤキ隊長）
- デビルマン（ダゴン）

1973年
- 空手バカ一代（1973年 - 1974年、五十嵐）
- けろっこデメタン（川ヘビ）
- 荒野の少年イサム（ウインゲート）
- ジャングル黒べえ
- 新造人間キャシャーン（サグレー、市民）
- ど根性ガエル（1972年 - 1974年）
- ドラえもん（日本テレビ版）（先生〈初代〉、スネ夫の父〈2代目〉）
- 冒険コロボックル
- 山ねずみロッキーチャック（スカンクのジミー）
- ワンサくん（ブル）

1974年
- 科学忍者隊ガッチャマン（病院長）
- グレートマジンガー（1974年 - 1975年、ゴーゴン大公、ヌケ、石原牧師、浜川博士 他）
- となりのたまげ太くん（ゴリラ）
- 昆虫物語 新みなしごハッチ
- 小さなバイキングビッケ（グンナル）
- はじめ人間ギャートルズ（1974年 - 1976年）
- マジンガーZ（ゴーゴン大公）

1975年
- アラビアンナイト シンドバットの冒険
- 一休さん
- ゲッターロボG（三頭鬼、天魔鬼）
- 鋼鉄ジーグ（ミマシ、パンチョ、竜魔帝王）
- 少年徳川家康（太原雪斎）
- タイムボカン（隊長、長老）
- みつばちマーヤの冒険（スズメバチ）
- UFOロボ グレンダイザー（ホワイター少尉、シュバイラー博士）

1976年
- キャンディ・キャンディ（レナード先生）
- 大空魔竜ガイキング（1976年 - 1977年、ヤマガタケ）
- 超電磁ロボ コン・バトラーV（1976年 - 1977年、アメリコ合衆国外相、勝田博士、堀部源造、西川虎子、山さん）
- 母をたずねて三千里
- ピコリーノの冒険（ヘビ）
- ブロッカー軍団IVマシーンブラスター（天丼組々長）
- ポールのミラクル大作戦（ベルモント先生、鬼トゲA、タイフーガー、博士、タイガーナイト、ゴールドデビル）

1977年
- 元祖天才バカボン
- シートン動物記 くまの子ジャッキー（ボナミィ）
- ジェッターマルス（主人、四部垣、ブラック）
- 女王陛下のプティアンジェ（トムソン）
- 若草のシャルロット（ガースン）
- 惑星ロボ ダンガードA（荒井伴太の親父）
- マグネロボ ガ・キーン（マッキー博士）

1978年
- 家なき子
- 宇宙海賊キャプテンハーロック（司令官、山中艦長）
- SF西遊記スタージンガー（1978年 - 1979年、アバッチ、マズナー、キンキンマン、アルテス、スパレタ王、ビッグマー）
- キャプテン・フューチャー
- 銀河鉄道999（1978年 - 1979年、ラーメン屋の主人、ボス、男、暗殺者A）
- 宝島（1978年 - 1979年、アンダースン）
- ドカベン（1978年 - 1979年、大沢監督）
- 100万年地球の旅 バンダーブック
- ペリーヌ物語（宿屋の主人）
- 魔女っ子チックル（大家さん）
- 無敵鋼人ダイターン3（デカダン）
- 無敵超人ザンボット3（ジェイムス提督）
- 野球狂の詩（編集長、理事A）
- ルパン三世 (TV第2シリーズ)（1978年 - 1980年）

1979年
- アニメーション紀行 マルコ・ポーロの冒険（ムラード、老人、カザフの長者、果物屋、隊長）
- 赤い鳥のこころ
- 銀河鉄道999 君は戦士のように生きられるか!!（首領）
- サイボーグ009（1979年版）（ガルトン、アーサー博士）
- ザ☆ウルトラマン（ザミアス）
- ゼンダマン（ワルター、船長、タモラ、キャプテンクックン、弁慶）
- ドラえもん（テレビ朝日版第1期）（1979年 - 2003年、先生〈2代目〉、スネ夫の父）
- 未来ロボ ダルタニアス（運転手）

1980年
- あしたのジョー2（1980年 - 1981年）
- 怪物くん（テレビ朝日版）（ロドン、シャボンアワール、マダン、砂魔人）
- タイムパトロール隊オタスケマン（酋長、ユニオン社長）
- トム・ソーヤーの冒険（薬売りの男）
- とんでも戦士ムテキング（1980年 - 1981年、ホットケソーサー、ニュースキャスター）
- ベルサイユのばら

1981年
- おはよう!スパンク
- 最強ロボ ダイオージャ
- 新・ど根性ガエル
- 姿三四郎（門馬三郎）
- 太陽の牙ダグラム（ヘシ・カルメル）
- ダッシュ勝平（校長）
- 伝説巨神イデオン（コドモン・ムロン）
- 鉄腕アトム (アニメ第2作)（先生）
- 名犬ジョリィ（コルバータ警部、ロホ、隊長）
- ヤットデタマン（ポセイドン、小屋番）

1982年
- 逆転イッパツマン（シルバー）
- スペースコブラ
- 太陽の子エステバン（クルガ）
- 手塚治虫のドン・ドラキュラ（狩人A）
- 六神合体ゴッドマーズ（司令官）

1983年
- 銀河漂流バイファム（1983年 - 1984年、軍曹、ガンテス）
- 子鹿物語（ミルホイール）
- フクちゃん（大工さん、警部）

1984年
- OKAWARI-BOY スターザンS（常務）
- 銀河パトロールPJ（ジュピター）
- ゴッドマジンガー（ドラド）
- 装甲騎兵ボトムズ（ハゼガー）
- 超力ロボ ガラット（1984年 - 1985年、トド、ドワイ、ドーサン）
- 牧場の少女カトリ（悪魔）
- 名探偵ホームズ（エイムズ）
- みゆき
- ルパン三世 PARTIII

1985年
- 星銃士ビスマルク

1986年
- オズの魔法使い（兵士）
- 三国志II 天翔ける英雄たち（武将）
- プロゴルファー猿（ミートボール）

1987年
- ウルトラB（先生 他）
- エスパー魔美（巡査、父親）
- 機甲戦記ドラグナー（グン・ジェム）
- グリム名作劇場（盗賊の親分）
- シティーハンター（1987年 - 1988年、ガルシア、八九三、高円寺）

1988年
- 美味しんぼ（1988年 - 1993年、富井副部長） - 1シリーズ + 特別編2作品

1989年
- それいけ!アンパンマン（1989年 - 1992年、ゆきおに〈初代〉、コング、ドロンガ〈代役〉）

1991年
- 21エモン（コイケラス星人）

1993年
- 機動戦士Vガンダム（ロベルト・ゴメス）
- クレヨンしんちゃん（夫、カメラマン）

1994年
- 忍たま乱太郎（漁師、小心者太夫）

1995年
- 新機動戦記ガンダムW（デルマイユ侯爵）

1998年
- 名探偵コナン（1998年 - 2009年、盗賊団兄、暮木義人、矢口久衛門）

1999年
- 週刊ストーリーランド（1999年 - 2000年、矢野課長、看守、教頭）

2003年
- こちら葛飾区亀有公園前派出所（2003年 - 2005年、両津ため吉、厳次郎〈サンチャゴ〉）

2004年
- Get Ride! アムドライバー（ワット・ジョバンニ）

2011年
- ドラえもん（テレビ朝日版第2期）（なんでもソムリエ）

2016年
- くまみこ（橋田）

### 劇場アニメ
1971年
- ヤスジのポルノラマ やっちまえ!!

1974年
- マジンガーZ対暗黒大将軍（ゴーゴン大公、昆虫型戦闘獣ライゴーン、猛獣型戦闘獣マモスドン）

1975年
- グレートマジンガー対ゲッターロボ（ヌケ）
- これがUFOだ!空飛ぶ円盤（警官、ローレンス大尉）

1976年
- 長靴をはいた猫 80日間世界一周（新聞社社長）

1979年
- アルプスの少女ハイジ 劇場版（セバスチャン）
- 銀河鉄道999

1980年
- あしたのジョー2

1981年
- 21エモン 宇宙へいらっしゃい!（ギャラクシー支配人）

1982年
- 機動戦士ガンダムIII めぐりあい宇宙編（コンスコン少将）

1983年
- ドキュメント 太陽の牙ダグラム（カルメル）

1984年
- ドラえもん のび太の魔界大冒険（悪魔A）

1986年
- ドラえもん のび太と鉄人兵団（ジュドのコンピューター）

1987年
- 宝島（アンダースン）

1989年
- それいけ!アンパンマン キラキラ星の涙（ドロンコ魔王）

1990年
- ドラえもん のび太とアニマル惑星（社長）

1991年
- ドラえもん のび太のドラビアンナイト（カシム）
- ドラミちゃん アララ♥少年山賊団!（骨川）

1992年
- 走れメロス（ゲロン）

1993年
- ドラえもん のび太とブリキの迷宮（ネジリン将軍）

1994年
- 平成狸合戦ぽんぽこ（林さん）

1995年
- ドラえもん のび太の創世日記（王弟）

2000年
- ドラえもん のび太の太陽王伝説（兵長）

### OVA
- 銀河英雄伝説（1989年、ワグナー）
- B・B（1990年）
- 沈黙の艦隊（1995年、沼田徳治）
- 装甲騎兵ボトムズ 孤影再び（2011年、ロサA）

### ゲーム
1992年
- ドラえもん のび太のドラビアンナイト（カシム）

1994年
- チキチキマシン猛レース

1996年
- 新スーパーロボット大戦（ムチャ、アシモフ将軍、ロベルト・ゴメス）

1998年
- 機動戦士ガンダム ギレンの野望（コンスコン少将、赤鼻）

1999年
- SDガンダム GGENERATION（1999年 - 2011年、ロベルト・ゴメス） - 7作品
- スーパーロボット大戦コンプリートボックス（コンスコン）

2000年
- 機動戦士ガンダム ギレンの野望 ジオンの系譜（コンスコン少将、赤鼻）
- サンライズ英雄譚R（グン・ジェム）
- スーパーロボット大戦α（ゴーゴン大公、コンスコン、ロベルト・ゴメス）

2001年
- サンライズ英雄譚2（グン・ジェム）
- スーパーロボット大戦α外伝（ゴーゴン大公、ロベルト・ゴメス）

2002年
- 機動戦士ガンダム ギレンの野望 ジオン独立戦争記（コンスコン少将、赤鼻）
- 機動戦士ガンダム戦記 Lost War Chronicles（赤鼻）

2003年
- 機動戦士ガンダム めぐりあい宇宙（コンスコン）
- 第2次スーパーロボット大戦α（ムチャ、ゴーゴン大公、ミマシ、ヤマガタケ、アシモフ将軍）

2004年
- 機動戦士ガンダム 戦士達の軌跡（コンスコン少将、赤鼻）
- スーパーロボット大戦MX（ムチャ、グン・ジェム）
- スーパーロボット大戦GC（コンスコン、グン・ジェム）

2005年
- Another Century's Episode（グン・ジェム）
- コード・エイジ コマンダーズ 〜継ぐ者 継がれる者〜（ヴィエント）
- スーパーロボット大戦MX ポータブル（ムチャ、グン・ジェム）
- 第3次スーパーロボット大戦α 終焉の銀河へ（ムチャ、竜魔帝王、ミマシ、ヤマガタケ）

2006年
- Another Century's Episode 2（グン・ジェム）
- スーパーロボット大戦XO（コンスコン、グン・ジェム）

2007年
- Another Century's Episode 3 THE FINAL（グン・ジェム）
- 機動戦士ガンダム MS戦線0079（アカハナ）
- スーパーロボット大戦Scramble Commander the 2nd（ゴーゴン大公）

2008年
- 機動戦士ガンダム ギレンの野望 アクシズの脅威（コンスコン少将、赤鼻）
- スーパーロボット大戦A PORTABLE（グン・ジェム）
- スーパーロボット大戦Z（ムチャ）
- テイルズ オブ ヴェスペリア（ドン・ホワイトホース）
- バトルオブサンライズ（グン・ジェム）

2009年
- 機動戦士ガンダム ギレンの野望 アクシズの脅威V（コンスコン少将、赤鼻）
- スーパーロボット大戦NEO（ムチャ）
- テイルズオブヴェスペリア PS3版（ドン・ホワイトホース）

2011年
- Another Century's Episode Portable（グン・ジェム）
- 機動戦士ガンダム 新ギレンの野望（コンスコン少将、赤鼻）

2013年
- スーパーロボット大戦Operation Extend（コンスコン）

2019年
- テイルズ オブ ヴェスペリア REMASTER（ドン）
- スーパーロボット大戦DD（ミマシ） - ライブラリ出演

2021年
- スーパーロボット大戦30（ロベルト・ゴメス） - ライブラリ出演

### ドラマCD
- シティーハンター パートナーに口づけを… カセットCDブック（長老〈メイヨール〉）
- 召還士マリア（トミー・グルマン）
- テイルズ オブ ヴェスペリア 虚空の仮面（ドン・ホワイトホース）
- 幽☆遊☆白書 ドラマCD（八つ手）
- エウロパ日和（エウロパの意志：生前最後の出演作）

### ラジオドラマ
- NHK連続ラジオ小説 空のトラック野郎（1979年） - アナルコス
- 連続ラジオ劇場 恐怖新聞（1980年） - にしとうたけし
- FMシアター
  - 見えない森の中で（1993年）
  - ロスト・ワールド（1998年）
  - エーミールと探偵たち（1999年）
  - 茶湯寺で見た夢（2013年）

### 吹き替え

#### 映画
- 荒鷲の翼（水兵 他）
- 暗黒の恐怖（水夫長、警官、容疑者 他）
- イージー・ライダー
- 裏切り鬼軍曹（警備兵、MP 他）
- オール・ザ・キングスメン（モンテ・スタントン判事〈レイモンド・グリーンリーフ〉）
- ガンマン無頼（ミゲル〈リビオ・ロレンツォン〉）
- 騎兵隊（ウィルキー伍長〈ケン・カーティス〉）※NETテレビ版
- 吸血鬼ドラキュラの花嫁（ドクター・トブラー〈マイルズ・メイルソン〉）※TBS版
- キャノンボール（シェーキー・フィンチ〈ウォーレン・ベーリンガー〉[43]）※テレビ朝日版
- ギャング・プロフェッショナル4＋1（ジェレマイア〈アーチー・サベージ〉）
- コマンド戦略（MP〈ノーマン・オルデン〉）※NET版
- コレヒドール戦記（ボーツ・マルケイ〈ワード・ボンド〉）
- 荒野の用心棒（エステバン〈ジークハルト・ルップ〉）※TBS旧録版
- 暗闇でドッキリ（ケイトー〈バート・クウォーク〉）
- 荒野の七人 ※NET版
- 殺人者たち ※テレビ版
- 十字架の用心棒（牧場主、手下 他）
- 新シャーロック・ホームズ おかしな弟の大冒険 ※テレビ版
- 太平洋作戦（クランシー曹長〈ジェイ・C・フリッペン〉）※パブリックドメインDVD版
- 断崖（マクレイドロウ将軍〈セドリック・ハードウィック〉）※パブリックドメインDVD版
- 逃亡地帯（エドウィン・スチュワート〈ロバート・デュヴァル〉）
- ドラゴンVS.7人の吸血鬼
- ネバダ・スミス（刑務所長〈ハワード・ダ・シルヴァ〉）※フジテレビ版
- フランケンシュタインの怒り
- 北京の55日
- 暴力脱獄
- モンティ・パイソン・アンド・ホーリー・グレイル
- 野生のエルザ ※テレビ朝日版
- ラビリンス/魔王の迷宮 ※フジテレビ版
- リトル・ロマンス（ブロデリック・クロフォード）
- ロング・キス・グッドナイト（大統領〈G・D・スプラドリン〉）※ソフト版

#### ドラマ
- アメリカン・ヒーロー（コール〈アラン・ファッジ〉）
- 奥さまは魔女 ※第201・203話
- 俺がハマーだ!
- 刑事コロンボシリーズ
  - 指輪の爪あと（白バイの警官）
  - 死の方程式（ファレル刑事）
  - 偶像のレクイエム（ジョー）
  - 断たれた音（ゴミ粉砕機の作業員）
  - 別れのワイン（マルチネス博士）
  - ハッサンサラーの反逆（ローガン刑事）
  - 魔術師の幻想（マジックショップの店員）
  - さらば提督（ウォーリー、フレッド）
  - 秒読みの殺人（ウォルター）
- ジェシカおばさんの事件簿（フォーブス〈オーブリー・モリス〉 他）
- タイムマシーンにお願い #9
- 特捜班CI-5（ノースコット〈ハロルド・イノセント〉）#20
- Dr.刑事クインシー（フランク・モナハン警部〈ゲーリー・ウォルバーグ〉）
- ナイトライダー
  - シーズン2 #4「危うしナイト2000！スクラップ地獄 脱出！空中ターボ噴射!!」（ダッドリー〈マイケル・J・ロンドン〉）
  - シーズン4 #8「謀殺！サーキットに忍び寄る魔手」（ウェイン〈ウィリアム・ウィンダム〉）
- 名探偵ポワロ 砂に書かれた三角形（イタリア警察警部〈アル・フィオレンティーニ〉）※NHK版

#### アニメ
- 宇宙忍者ゴームズ（アンドロメダ王の手下、市民、モグラ 他）
- 怪獣王ターガン（ポーポー[1]）
- シャーロットのおくりもの（テンプルトン〈ポール・リンディ〉）※LD・VHS版
- スター・ウォーズ ドロイドの大冒険（ヴリックス）※VHS版
- スパイダーマン（ライノ、キングピン）※テレビ東京版
- チキチキマシン猛レース（タメゴロー）
- チキン・リトル（フォクシー・ロクシー）

### 特撮
1965年
- 忍者部隊月光（黒い忍者 #49・50・51）

1966年
- 快獣ブースカ

1968年
- 戦え! マイティジャック（ハリィ野口 #8）

1973年
- ロボット刑事（バクライマンの声）

1974年
- SFドラマ 猿の軍団（ルザー政府長官の声〈2代目〉）
- がんばれ!!ロボコン（ロボトンの声、ロボガキの声、ロボゲラの声、ロボデキの声〈最終話のみ〉）

1975年
- アクマイザー3（キングラーの声、オニテングの声）

1976年
- 超神ビビューン（ガマガンマの声）

1977年
- 冒険ファミリー ここは惑星0番地（ダブロンの声）

1990年
- 地球戦隊ファイブマン（ドンゴロスの声）

1992年
- 恐竜戦隊ジュウレンジャー（妖精ドンドンの声、ドーラトトイスの声）

### 人形劇
- ウルトラ千一夜大冒険!走れアリババ（1978年、第17・18話）

### バラエティ
- トリビアの泉（2006年、フジテレビ） - 「声優を決めるプロが考える工事現場の看板の声は」の1人として参加
- 世直しバラエティー カンゴロンゴ（瀬川（渡辺裕之）の上司、2008年、NHK）
- 世界まるごとHOWマッチ（TBSテレビ）‐　声の出演

### ナレーション
- ダウトをさがせ!（TBSテレビ）
- 世界とんでも!?ヒストリー（テレビ朝日）

### その他コンテンツ
- おらあグズラだど 朝日ソノラマ・テレビ漫画全集・第二集（男B）
- 機動戦士ガンダム0079カードビルダー（アカハナ、コンスコン）
- テレビ朝日アスクの声優講師
- E.T. アドベンチャー（本官ヘンリー）
- TRUE VOICE〜あなたに届けたいこの気持ち〜（2006年、舞台演出）
- cocktail〜カクテル〜（2007年、舞台演出）

### シリーズ一覧
1. ↑  『ZERO』（1999年）、『F』（2000年）、『F.I.F』（2001年）、『NEO』（2002年）、『SPIRITS』（2007年）、『WARS』（2009年）、『3D』（2011年）